# Yupiltepeque
Yupiltepeque (del náhuatl, significa «cerro floreado») es un municipio del departamento de Jutiapa de la región sur-oriente de la República de Guatemala.

## Toponimia
Muchos de los nombres de los municipios y poblados de Guatemala constan de dos partes: el nombre del santo católico que se venera el día en que fueron fundados y una descripción con raíz náhuatl; esto se debe a que las tropas que invadieron la región en la década de 1520 al mando de Pedro de Alvarado estaban compuestas por soldados españoles y por indígenas tlaxcaltecas y cholultecas.  En algunos casos, solamente se conserva el nombre en náhuatl.
El topónimo «Yupiltepeque», se deriva de la voz náhuatl «Xōchitepēke», formada a su vez por «Xōchi-» (español: «flor»), «tepē-» «(español: cerro, montaña)» y «-k»(español: «en»), lo que podría traducirse como «en el cerro floreado» o «en el Cerro de las Flores».[cita requerida]

## División política
El municipio cuenta con doce aldeas y cuatro caseríos que son:
| División | Listado |
| -------- | --- |
| Aldeas   | 1. Las Lajas 2. El Llano 3. El Amatillo 4. La Perla 5. El Calvario 6. Pueblo Viejo 7. El Sillón 8. Estanzuela 9. Las Brisas 10. El Jícaro 11. El Sauce 12. San Jose Vista Hermosa |
| Caseríos | Anonos, Aspitia, El Jocotillo y El Tablón |

## Geografía física
Con sus 36 kilómetros cuadrados, Yupiltepeque es el segundo municipio más pequeño que tiene Jutiapa, el más pequeño es El Adelanto con 31 kilómetros cuadrados. Yupiltepeque es el segundo municipio más pequeño de Jutiapa por debajo de El Adelanto que está al oeste. Tiene una elevación media de 1040 m s. n. m. con máxima de 1500 y mínimo de 800 m s. n. m..  Específoicamente en la Aldea Pueblo Viejo, que está a una altitud de 1500 m s. n. m., empresas de telecomunicaciones han instalado torres de transmisión, sin proporcionar beneficios a los habitantes de la localidad.

### Ubicación geográfica
Se encuentra rodeado de municipios del departamento de Jutiapa, específicamente entre al sur de Comapa, al norte de Jerez, al oeste de Atescatempa y al este de El Adelanto y Zapotitlán. Está a 24 kilómetros de la cabecera departamental y a 143.5 kilómetros de la Ciudad de Guatemala.
|                                 | Norte: Comapa |                   |
| Oeste: El Adelanto y Zapotitlán |               | Este: Atescatempa |
|                                 | Sur: Jerez    |                   |

## Gobierno municipal

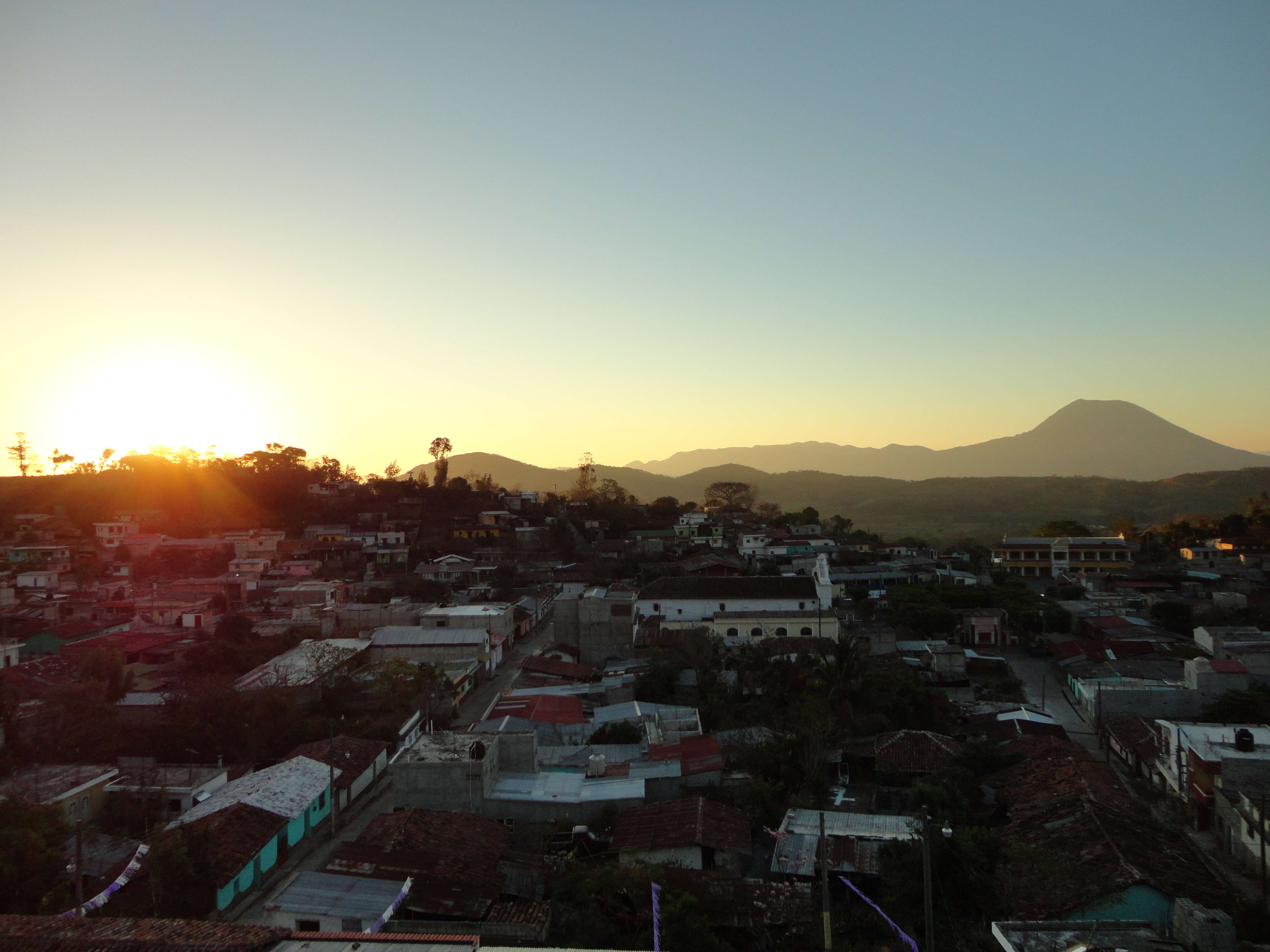
Amanecer del 30 de marzo del 2013, en Yupiltepeque, Jutiapa.

Los municipios se encuentran regulados en diversas leyes de la República, que establecen su forma de organización, lo relativo a la conformación de sus órganos administrativos y los tributos destinados para los mismos.  Aunque se trata de entidades autónomas, se encuentran sujetos a la legislación nacional y las principales leyes que los rigen desde 1985 son:
| N.º | Ley                                                | Descripción |
| --- | -------------------------------------------------- | --- |
| 1   | Constitución Política de la República de Guatemala | Tiene una regulación legal específica para los municipios en los artículos 253 al 262. |
| 2   | Ley Electoral y de Partidos Políticos              | Ley de carácter constitucional aplicable a los municipios en el tema de la conformación de sus autoridades electas. |
| 3   | Código Municipal                                   | Decreto 12-2002 del Congreso de la República de Guatemala. Tiene la categoría de ley ordinaria y contiene preceptos generales aplicables a todos los municipios, e inclusive contiene legislación referente a la creación de los municipios.             |
| 4   | Ley de Servicio Municipal                          | Decreto 1-87 del Congreso de la República de Guatemala. Regula las relaciones entra la municipalidad y los servidores públicos en materia laboral. Tiene su base constitucional en el artículo 262 de la constitución que ordena la emisión de la misma. |
| 5   | Ley General de Descentralización                   | Decreto 14-2002 del Congreso de la República de Guatemala. Regula el deber constitucional del Estado, y por ende del municipio, de promover y aplicar la descentralización y desconcentración económica y administrativa.                                |

El gobierno de los municipios está a cargo de un Concejo Municipal mientras que el código municipal —ley ordinaria que contiene disposiciones que se aplican a todos los municipios— establece que «el concejo municipal es el órgano colegiado superior de deliberación y de decisión de los asuntos municipales […] y tiene su sede en la circunscripción de la cabecera municipal»; el artículo 33 del mencionado código establece que «[le] corresponde con exclusividad al concejo municipal el ejercicio del gobierno del municipio».
El concejo municipal se integra con el alcalde, los síndicos y concejales, electos directamente por sufragio universal y secreto para un período de cuatro años, pudiendo ser reelectos.
Existen también las Alcaldías Auxiliares, los Comités Comunitarios de Desarrollo (COCODE), el Comité Municipal del Desarrollo (COMUDE), las asociaciones culturales y las comisiones de trabajo. Los alcaldes auxiliares son elegidos por las comunidades de acuerdo a sus principios y tradiciones, y se reúnen con el alcalde municipal el primer domingo de cada mes, mientras que los Comités Comunitarios de Desarrollo y el Comité Municipal de Desarrollo organizan y facilitan la participación de las comunidades priorizando necesidades y problemas.
Los alcaldes que ha habido en el municipio son:
- 2012-2016: Carlos Godoy[9]

## Historia
Los primeros habitantes de Yupiltepeque fueron xincas. Los xincas hablaban tres lenguas que eran el xinca, maya y náhuatl por eso ha habido una gran confusión acerca de con qué lengua se identificaban mejor ya que los textos que dejaron estaban escritas en las tres lenguas, pero se oficializó que el xinca era el idioma más utilizado y además la forma de identificar lo que dejaron escrito. La región fue invadida por fuerzas españolas más o menos en la década de 1520 durante la conquista dirigida por Pedro de Alvarado con la ayuda de los indígenas cholutecas y cakchiqueles.
El asentamiento del poblado original de Yupiltepque estuvo en donde se encuentra la moderna aldea Pueblo Viejo; los conquistadores españoles trasladaron dicho poblado al valle donde actualmente se encuentra. Pueblo Viejo está situado en la cima del Cerro «El Fortín» y de acuerdo a investigaciones empíricas, los españoles habrían invadido la región buscando el oro que había en dicho cerro.

### Tras la Independencia de Centroamérica
Tras la Independencia de Centroamérica en 1821, la constitución del Estado de Guatemala promulgada el 11 de octubre de 1825 estableció los circuitos para la administración de justicia en el territorio del Estado y menciona que Yupiltepeque era parte del Circuito de Mita en el Distrito N.º 3 del mismo nombre, junto con Asunción, Achuapa, Agua Blanca, Quequesque, San Antonio, Anguiatú, Las Cañas, Limones, Mongoy, Espinal, Hermita, Jutiapa, Chingo, Atescatempa, Santa Catarina, Zapotitlán, Papaturro y San Diego.
El 27 de agosto de 1836 fue fundado como municipio del Circuito de Mita. 

### Creación del departamento de Jutiapa
La República de Guatemala fue fundada por el gobierno del presidente capitán general Rafael Carrera el 21 de marzo de 1847 para que el hasta entonces Estado de Guatemala pudiera realizar intercambios comerciales libremente con naciones extranjeras.  El 25 de febrero de 1848 la región de Mita fue segregada de Chiquimula, convertida en departamento y dividida en tres distritos: Jutiapa, Santa Rosa y Jalapa.  Específicamente, el distrito de Jutiapa incluyó a Jutiapa como cabecera, Yupiltepeque, Asunción y Santa Catarina Mita y los valles aledaños que eran Suchitán, San Antonio, Achuapa, Atescatempa, Zapotitlán, Contepeque, Chingo, Quequesque, Limones y Tempisque;  además, incluía a Comapa, Jalpatagua, Asulco, Conguaco y Moyuta.

## Recursos naturales
En Yupiltepeque hay una gran cantidad de recursos naturales ya que no depende de otros lugares para sustentar la aumentada población del territorio. Hay cultivado a lo largo del tiempo y las aldeas han sostenido perdurablemente todo el municipio. Existen cantidades de nacimientos de agua, ríos, bosques, fauna y flora.

### Hidrografía
El municipio cuenta con tuberías de agua potable cuya tomas provienen de los ríos y nacimientos de agua locales, y han sustentado la necesidad del agua potable en todo el territorio de Yupiltepeque. El agua se utiliza para los usos del hogar y también para el crecimiento de los cultivos que hay generado tantas cosechas.  Hay algunos ríos que nacen en el propio municipio de Yupiltepeque y se forman gracias a los nacimientos de agua, los pobladores han estado cuidando estos pocos recursos naturales que ya no se encuentran en cualquier lugar y es gracias a muchos nacimientos de agua que los cultivos han prosperado tanto y han sustentado el municipio.
| División    | Listado                                                                 |
| ----------- | ----------------------------------------------------------------------- |
| Ríos        | El Zanjón, Agua Tibia, El Llano, Los Nacimientos, Joya Grande y Nancito |
| Nacimientos | La Joya del Cuervo y Entre Nubes                                        |

### Fauna
Tanto en los bosques como aldeas, e incluso en la misma cabecera departamental viven aves, reptiles y peces; por su parte, en los caseríos y aldeas existe crianza de animales de corral y abundan los animales domésticos. 
| Animal                          | Listado |
| ------------------------------- | --- |
| Aves                            | Quebrantahuesos, palomas ala blanca, paloma llanera, paloma bruja, zopilote, lechuza, gallina ciega, golondrina, ciguamonta, cenzontle mexicano, cenzontle bobo, clarinero, calandria, colibrí, gorrión, tordo, guacachilla, chijute, arrocero, garrapatero, garza, piscoy, pájaro león, chacha pisillo, coquechas, y palomas de castilla |
| Reptiles                        | Víbora castellana, víbora cascabel, masacuata, chichicúa, bejuquillo, tamagas, coral, bebe leche, talconete, salaquesa, lagartija, garrobo, sapo, rana, escuerzo, iguana y tortuga. |
| Peces                           | Juilin, bute, mojarra, pepezca y guapote. |
| Animales domésticos y de corral | gallo, gallina, pavo, pijije, vaca, cerdo, gato, perro y caballo |

### Flora
Los bosques y cultivos son muy abundantes en todo el municipio y entre los cultivos están: el maíz, frijol, mongoy, frutas, arroz, etc. También hay una gran cantidad de árboles y entre esas especias están: conacaste, ciprés, mora, paraíso, cablote, Geranio, buganvilia, rosal, narciso, diamela, reseda, julia, clavel, flor de China, pascua roja, jazmín, flor de fuego, quince años, alelí, confite, girasol, chula, margarita, nardo, jacaranda, izote, maguey, piñuelas y árboles frutales.